# Magyar Irodalmi Díj
A Magyarország Európában Alapítvány által működtetett Magyar Irodalmi Díjat 2001 és 2005 között minden év januárjában adták át a megelőző év legjobb irodalmi alkotásának minősített munka szerzőjének.
A Göncz Árpád és Kosáry Domokos által kezdeményezett díjat a Göncz Árpád elnökletével létrejött alapítvány biztosította, mely eredetileg is öt évre vállalta a kötelezettséget a díj kifizetésére. Az időszak letelte utána a díj megszűnt.
A kuratórium tagja Kosáry Domokos, Pomogáts Béla irodalomtörténész. A díj fennállása során a díjat odaítélő szakzsűri tagjai voltak még: Angyalosi Gergely, Bojtár Endre esztéta, Ilia Mihály, Kántor Lajos, Poszler György, Réz Pál.

## Díjazottak
- 2001: Esterházy Péter: Harmonia Caelestis[1]
- 2002: Rakovszky Zsuzsa: A kígyó árnyéka[2]
- 2003: Szilágyi István: Hollóidő (nem vette át[3]) és Bodor Ádám: A börtön szaga - Válaszok Balla Zsófia kérdéseire[4]
- 2004: Parti Nagy Lajos: Grafitnesz[5]
- 2005: Tolnai Ottó: Költő disznózsírból[6]

Többen arra számítottak, hogy 2006-ban Spiró György és Nádas Péter közül kerülhet ki a januári díjazott.
Ez tulajdonképpen megvalósult, mivel az alapítvány mögött álló cégek közül az AEGON Magyarország Zrt. 2006-ban megalapította az AEGON művészeti díjat.